# 聳肩 (運動)

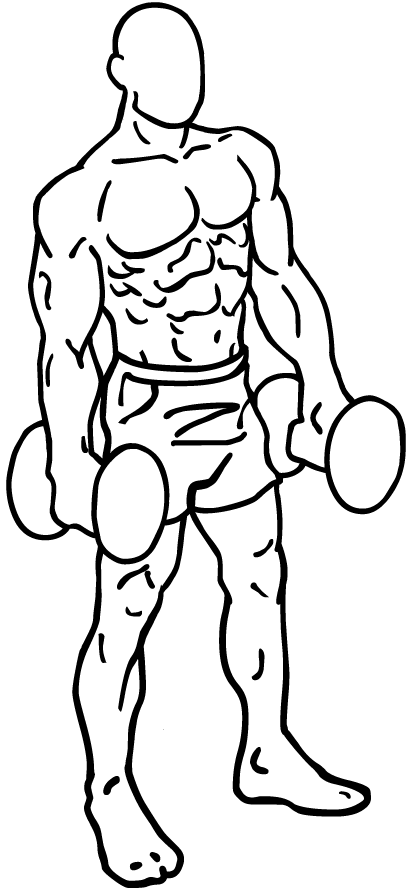
啞鈴機聳肩（開始）

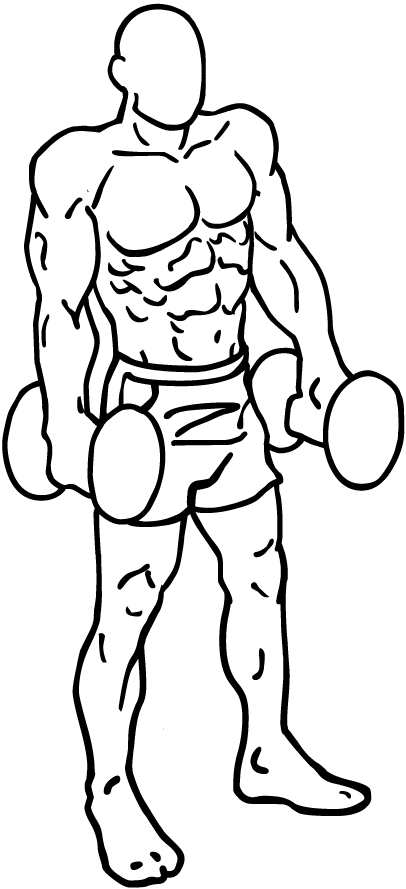
啞鈴機聳肩（結束）

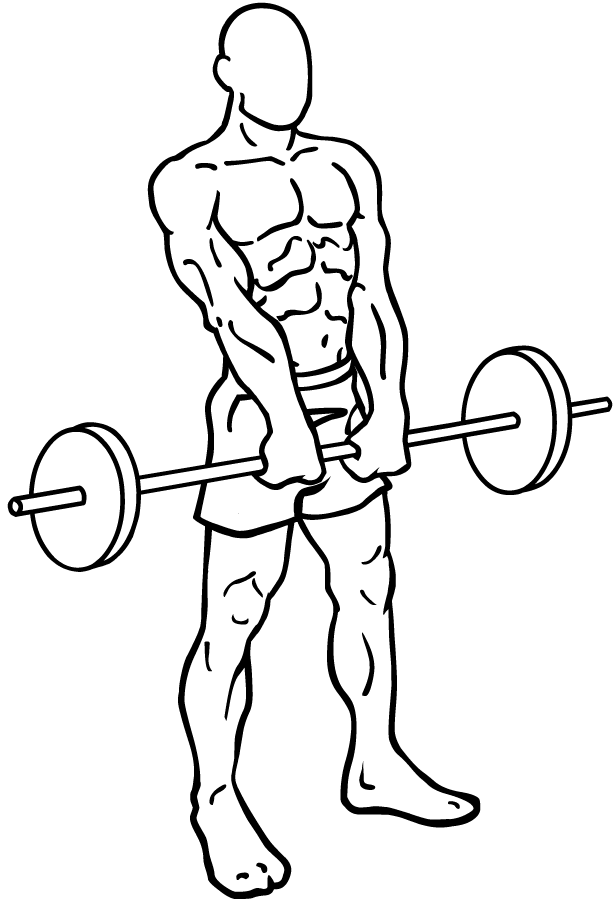
槓鈴機聳肩（開始）

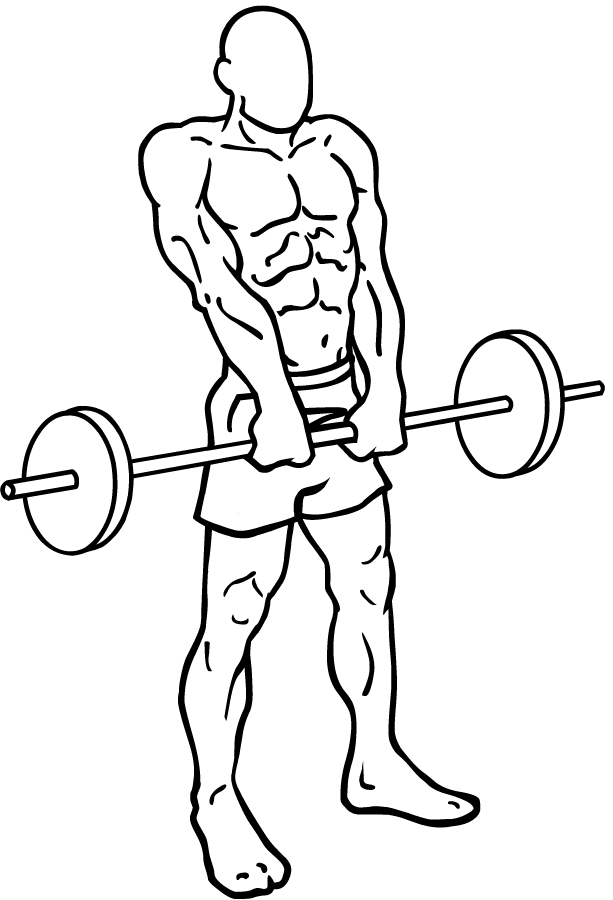
槓鈴機聳肩（結束）

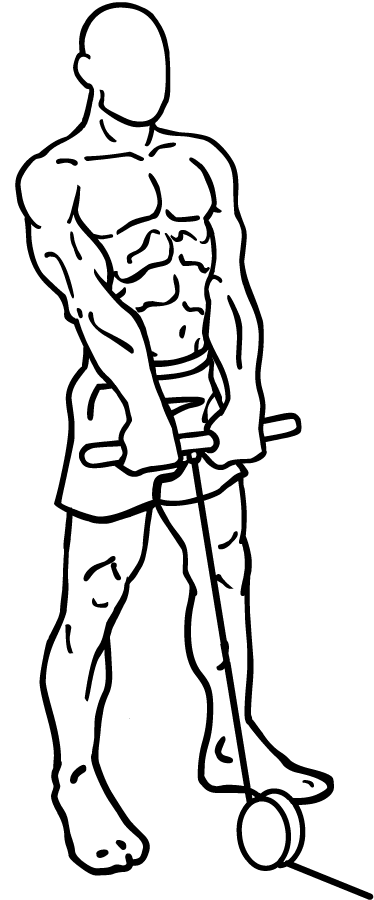
滑索聳肩（開始）

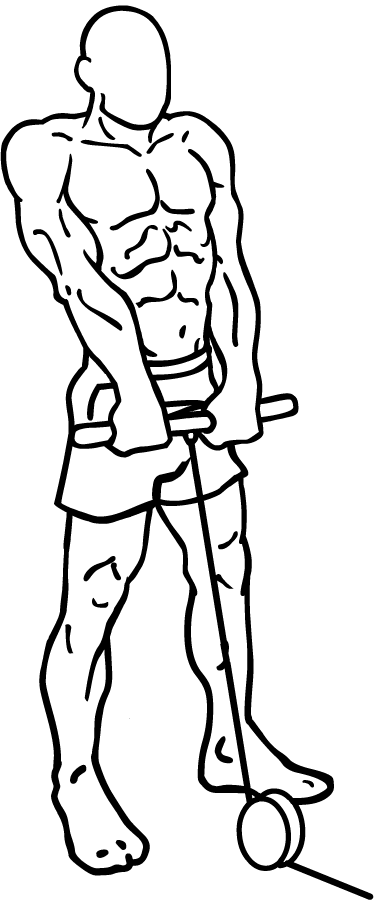
滑索聳肩（結束）

聳肩是負重訓練的一種，主要鍛鍊上斜方肌。使用的器材可以有許多，包括：啞鈴、槓鈴、六角槓、滑索機都可以作為負重。動作普遍由雙手垂直開始，以斜方肌使勁令負重向上移，期間手肘儘量保持靜止。